# Слово и дело (роман)
«Слово и дело» — исторический роман Валентина Пикуля, посвященный периоду царствования императрицы Анны Иоанновны (1730—40 г.). Написан в 1961-71 гг., опубликован в 1974-75 гг.

## Сюжет
Роман состоит из двух книг: «Царица престрашного зраку» и «Мои любезные конфиденты». Каждая книга разделена на «летописи», по пять «летописей» в каждой, плюс ещё одна, «Последняя летопись» во второй книге.
Книга 1. Царица престрашного зраку
Первая книга, охватывает события недолгого правления Петра II, попытки русского дворянства после смерти Петра II ограничить власть монархии в стране, сочинение так называемых «кондиций», условий, которые должна была соблюдать Анна Иоанновна при восхождении на престол. Эти «кондиции» очень ограничивали бы власть императрицы. При помощи Остермана ей удается обмануть авторов данного проекта и по восхождении на престол учинить над ними жестокую расправу. Заканчивается книга возвышением  Волынского при дворе.
Книга 2. Мои любезные конфиденты
Вторая книга, отображает события неудачного турецкого похода фельдмаршала Миниха, дело Волынского, смерть Анны Иоанновны, короткий период регентства Бирона и конец бироновщины, правление Анны Леопольдовны и, наконец, переворот, совершенный Елизаветой Петровной.

## Анализ
«Слово и дело» разрабатывает тематику «Ледяного дома» И. И. Лажечникова (1835), одного из первых в России исторических романов, где правление Анны Иоанновны упрощенчески трактовано как эпоха противостояния русских патриотов с «немчурой». Написанный в характерной для Пикуля манере (обработка малоизвестных в то время широкой публике фактов и пикантных исторических анекдотов) роман в целом отражает теорию о безусловно отрицательном для России «засилье иноземцев» в царствование Анны Иоанновны. Возглавлявшие в то время русское правительство герцог Бирон и вице-канцлер Остерман показаны в негативном свете, а их оппонент Артемий Волынский выведен в качестве «прогрессивного русского человека», лидера «сопротивления» Бирону и Остерману. В действительности же фигура Волынского гораздо более противоречива. Впрочем, Пикуль не скрывает пороков и недостатков Волынского, показывая его склонность к мздоимству и казнокрадству, однако всё это меркнет перед тем, что он решился бросить вызов Бирону, Остерману и другим немцам у власти.